# Liste der Monuments historiques in Breuil-le-Vert
Die Liste der Monuments historiques in Breuil-le-Vert führt die Monuments historiques in der französischen Gemeinde Breuil-le-Vert auf.

## Liste der Bauwerke
| Bezeichnung                                                        | Beschreibung              | Standort | Kennzeichnung | Schutzstatus | Datum | Bild           |
| ------------------------------------------------------------------ | ------------------------- | -------- | ------------- | ------------ | ----- | -------------- |
| Kirche St-Aubin                                                    |                           | (Lage)   | PA00114554    | Classé       | 1921  | weitere Bilder |
| Ponts de Fascines (auch auf dem Gebiet der Gemeinde Breuil-le-Sec) | Archäologische Ausgrabung | (Lage)   | PA00114555    | Inscrit      | 1936  |                |

## Liste der Objekte
| Bezeichnung                                                                | Beschreibung                                                     | Standort                       | Kennzeichnung | Schutzstatus | Datum | Bild |
| -------------------------------------------------------------------------- | ---------------------------------------------------------------- | ------------------------------ | ------------- | ------------ | ----- | ---- |
| Skulpturengruppe: Der heilige Martin teilt seinen Mantel mit einem Bettler | Holz, polychrom gefasst, erste Hälfte des 16. Jahrhunderts       | in der Kirche St-Martin (Lage) | PM60000407    | Inscrit      | 1912  |      |
| Triumphbalken mit Kreuzigungsszene                                         | Eichenholz, polychrom gefasst, erste Hälfte des 17. Jahrhunderts | in der Kirche St-Martin (Lage) | PM60000408    | Classé       | 1912  |      |
| Tafel mit Rahmen                                                           | Holz, 1573                                                       | in der Kirche St-Martin (Lage) | PM60004617    | Inscrit      | 2002  |      |
| Gedenktafel                                                                | Kalkstein, 1521                                                  | in der Kirche St-Martin (Lage) | PM60000406    | Classé       | 1912  |      |
| Gemälde Calvaire                                                           | Holz, 17. Jahrhundert                                            | in der Kirche St-Martin (Lage) | PM60004616    | Inscrit      | 2002  |      |